# Georges de Saxe
Pour les articles homonymes, voir Georges de Saxe (1893-1943).
Georges, surnommé « le Barbu » (der Bärtige en allemand), né le 27 août 1471 à Meissen et mort le 17 avril 1539 à Dresde, est duc de Saxe et duc de Sagan de 1500 à sa mort, et duc de Freistadt de 1528 à sa mort.

## Règne
Georges le Barbu est le fils du duc Albert « l'Intrépide ». Dès 1488, il prend en main la direction d'une partie des affaires de Saxe, particulièrement l'administration des mines, son père combattant dans les Flandres et en Frise. Destiné d'abord à l'état ecclésiastique, Georges dispose d'une culture solide, maîtrisant le latin et curieux de questions théologiques. En 1500, son père meurt, Georges hérite de la Saxe albertine tandis que son cadet Henri obtient la Frise, alors en pleine rébellion.
Incapable de gouverner, Henri renonce en 1505 à la Frise en faveur de son frère et se contente d'administrer Freiberg et Wolkenstein dans les Monts Métallifères. Peu avant, Georges s'était fait nommer statthalter de la province mais Groningue refuse son autorité. Edzard Ier de Frise, soucieux d'étendre son influence, se déclare protecteur de la ville. Vingt-quatre ducs et comtes allemands envahissent la province qui est dévastée par quatre années de guerre de 1514 à 1517, déclenchant ainsi la Querelle saxonne. Avant la fin du conflit, Georges vend sa charge de statthalter à Charles Quint, alors duc de Bourgogne.
Georges est un adversaire décidé des idées de Jan Hus et de Martin Luther. En 1523, il ordonne la confiscation de toutes les Bibles luthériennes dans le duché. En juillet 1525, il forme avec les autres princes catholiques d'Allemagne du Nord la Ligue de Dessau pour contrer la propagation de la Réforme, mais ne peut finalement empêcher le succès de Luther et de ses adeptes. Il est le protecteur du théologien Jean Cochlæus, dont il fait son secrétaire particulier en 1536.
Avec Philippe de Hesse et le duc Henri de Brunswick, le duc Georges anéantit en mai 1525 à Frankenhausen l'armée des rebelles, mettant un terme à la guerre des Paysans.

## Famille
Fils du duc Albert III (1443-1500) et de Sidonie de Bohême (1449-1510), Georges appartient à la branche albertine de la maison de Wettin.
Le 21 novembre 1496 à Leipzig, il épouse Barbara Jagellon (1478-1534), fille du roi Casimir IV (1427-1492) de la dynastie Jagellon. Dix enfants sont issus de cette union, dont :
- Jean de Saxe (en) (1498-1537), épouse en 1516 la princesse Élisabeth de Hesse (1502-1557), sans postérité ;
- Frédéric (1504-1539), épouse en 1539 la comtesse Élisabeth von Mansfeld, sans postérité ;
- Christine (1505-1549), épouse en 1523 le landgrave Philippe Ier de Hesse (1504-1567) ;
- Madeleine (1507-1534), épouse en 1524 l'électeur Joachim II Hector de Brandebourg (1505-1571).

Georges survit à ses deux fils qui atteignent l'âge adulte et n'ont eux-mêmes pas eu d'enfants. À sa mort, le duché passe à son frère cadet Henri, converti au luthéranisme, malgré les efforts de Georges pour empêcher cette succession.

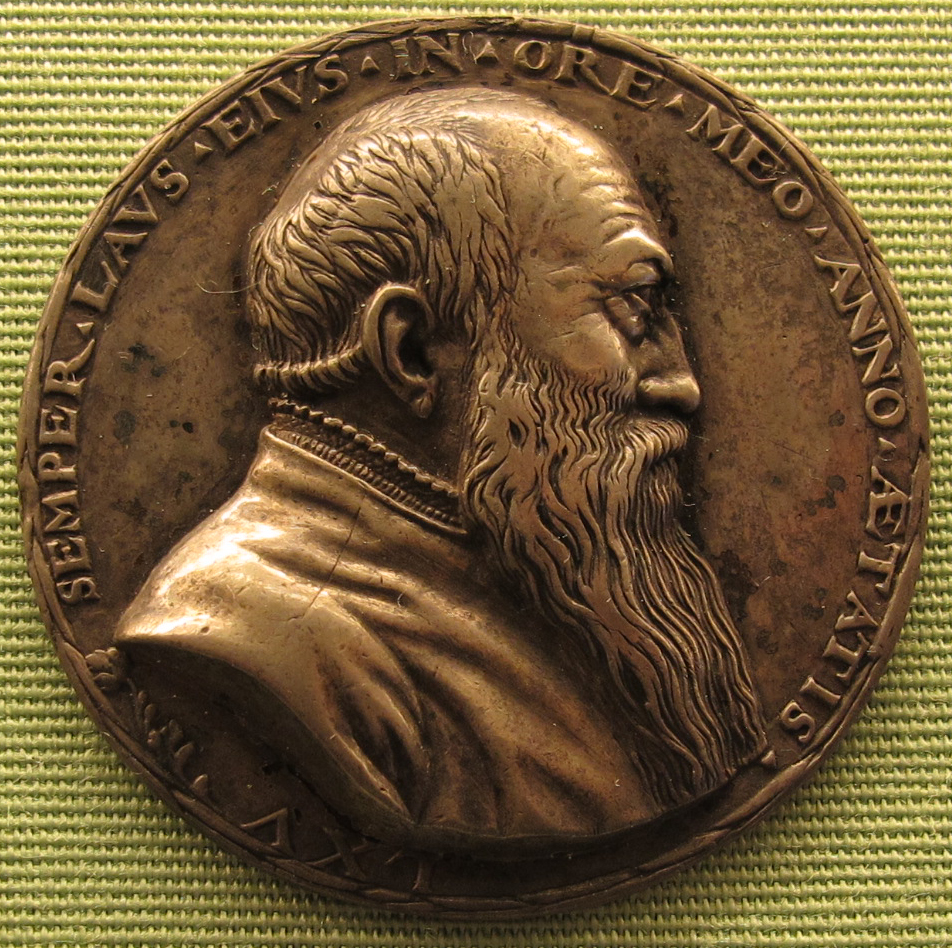
Georges de Saxe, médaille gravée par Christoph Weiditz (1537).